# ステファノス
ステファノス (Staphanos) は、日本の競走馬。主な勝ち鞍は2014年の富士ステークス。馬名の由来は冠（ギリシャ語）。

## 経歴

### 2歳（2013年）
7月の中京競馬場芝1600m戦でデビューする。単勝2番人気に推されるも4着に敗れる。このあと11月の京都の2歳未勝利戦での2着を経て12月の阪神で初勝利を挙げる。

### 3歳（2014年）
年明けの京都の白梅賞は後方から追い込んだが5着。次のつばき賞では重馬場ながら他馬をまとめてかわして2勝目を挙げる。3月の毎日杯では直線で一旦先頭に立ったが、マイネルフロストに交わされての3着。その後、皐月賞に出走して5着と健闘する。
ダービーデーの前日に出走した白百合ステークスでは後方から鋭い脚を使って3勝目を挙げてオープン入りを果たす。
3か月の休養を挟んで、秋の始動戦に選んだのは新潟のセントライト記念。後方からの追い込みに懸けたものの、ハナ差4着で菊花賞の優先出走権を逃す。このことにより、次に選んだのは東京のマイル戦である富士ステークス。後方待機から上がり3ハロン32秒9の豪脚を使い、直線での混戦から抜け出したシャイニープリンスを捉えて待望の重賞初制覇を果たした。
また、富士ステークスを勝利したことにより、マイルチャンピオンシップへの優先出走権を獲得したが、調教師の藤原英昭が「2000m前後で競馬をさせたい」という意向からマイルチャンピオンシップへは向かわず、ノーザンファームしがらきに放牧に出された。

### 4歳（2015年）
年明け初戦は中山記念から始動。ヌーヴォレコルト、ロゴタイプに次ぐ3着と好走した。その後、香港のシャティン競馬場で行われるクイーンエリザベス2世カップの招待馬に選出され、受諾。レースではブレイジングスピードの2着に好走した。秋は毎日王冠から始動したが、エイシンヒカリの7着に終わる。続く天皇賞（秋）では10番人気と低評価であったが、ラブリーデイの2着と好走する。暮れの香港カップは10着と惨敗し、この年を終える。

### 5歳（2016年）
6月の鳴尾記念で復帰し、サトノノブレスの2着と好走する。宝塚記念と毎日王冠は共に5着に敗れるも、天皇賞（秋）と香港カップでは3着と健闘し、存在感を見せつけた。

### 6歳（2017年）
3月の金鯱賞から始動したがヤマカツエースの6着に終わる。その後、この年からG1に昇格した大阪杯では7番人気と評価を落としていたが、キタサンブラックの2着に入る。この後、久々のマイル戦となった安田記念に出走するも7着に終わる。秋に入り、オールカマーでは2着に入るも、天皇賞（秋）は不良馬場がこたえて10着、香港カップは4着という結果に終わる。

### 7歳（2018年）
7歳シーズンとなった2018年は5戦するが、いずれも着外に終わる。2019年1月13日付で競走馬登録を抹消、ニュージーランドワイカトゴートンロードのノヴァラパークスタッドで種牡馬入りし繋養生活を開始する。

## 競走成績
| 競走日     | 競馬場 | 競走名                 | 格      | 距離（馬場）  | 頭 数 | 枠 番 | 馬 番 | オッズ （人気） | 着順 | タイム （上り3F） | 着差  | 騎手           | 斤量 | 1着馬/（2着馬）        |
| ---------- | ------ | ---------------------- | ------- | ------------- | ----- | ----- | ----- | --------------- | ---- | ----------------- | ----- | -------------- | ---- | ---------------------- |
| 2013.07.20 | 中京   | 2歳新馬                |         | 芝1600m（良） | 16    | 4     | 08    | 02.6（02人）    | 04着 | 1:38.9（35.8）    | -0.6  | 浜中俊         | 54kg | フェルメッツァ         |
| 0000.11.17 | 京都   | 2歳未勝利              |         | 芝1600m（良） | 18    | 6     | 11    | 03.8（02人）    | 02着 | 1:35.3（34.3）    | -0.0  | 浜中俊         | 55kg | ルファルシオン         |
| 0000.12.07 | 阪神   | 2歳未勝利              |         | 芝1600m（良） | 14    | 8     | 13    | 01.8（01人）    | 01着 | 1:35.2（34.5）    | -0.2  | 浜中俊         | 55kg | （サトノルパン）       |
| 2014.01.18 | 京都   | 白梅賞                 | 500万下 | 芝1600m（良） | 13    | 5     | 07    | 05.7（03人）    | 05着 | 1:36.0（33.8）    | -0.7  | 浜中俊         | 56kg | エイシンブルズアイ     |
| 0000.02.15 | 京都   | つばき賞               | 500万下 | 芝1800m（重） | 13    | 5     | 07    | 06.0（03人）    | 01着 | 1:50.1（34.6）    | -0.1  | 岩田康誠       | 56kg | （ゼウスバローズ）     |
| 0000.03.29 | 阪神   | 毎日杯                 | GIII    | 芝1800m（良） | 14    | 8     | 14    | 06.3（04人）    | 03着 | 1:46.7（34.7）    | -0.0  | A.シュタルケ   | 56kg | マイネルフロスト       |
| 0000.04.20 | 中山   | 皐月賞                 | GI      | 芝2000m（良） | 14    | 4     | 08    | 99.7（15人）    | 05着 | 2:00.0（34.8）    | -0.4  | 後藤浩輝       | 57kg | イスラボニータ         |
| 0000.05.31 | 京都   | 白百合S                | OP      | 芝1800m（良） | 12    | 2     | 02    | 02.3（01人）    | 01着 | 1:45.1（33.6）    | -0.0  | 岩田康誠       | 56kg | （ピオネロ）           |
| 0000.09.21 | 新潟   | セントライト記念       | GII     | 芝2200m（良） | 18    | 5     | 10    | 24.9（05人）    | 04着 | 2:11.9（35.0）    | -0.2  | 三浦皇成       | 56kg | イスラボニータ         |
| 0000.10.25 | 東京   | 富士S                  | GIII    | 芝1600m（良） | 16    | 8     | 16    | 06.1（02人）    | 01着 | 1:33.2（32.9）    | -0.0  | 戸崎圭太       | 54kg | （シャイニープリンス） |
| 2015.03.01 | 中山   | 中山記念               | GII     | 芝1800m（稍） | 11    | 8     | 11    | 08.4（04人）    | 03着 | 1:50.5（35.6）    | -0.6  | A.シュタルケ   | 55kg | ヌーヴォレコルト       |
| 0000.04.26 | 沙田   | クイーンエリザベス2世C | G1      | 芝2000m（良） | 12    |       | 09    | （8人）         | 02着 |                   | -     | 福永祐一       | 57kg | Blazing Speed          |
| 0000.10.11 | 東京   | 毎日王冠               | GII     | 芝1800m（良） | 13    | 7     | 11    | 08.8（06人）    | 07着 | 1:46.1（33.2）    | -0.5  | 戸崎圭太       | 57kg | エイシンヒカリ         |
| 0000.11.01 | 東京   | 天皇賞 (秋)            | GI      | 芝2000m（良） | 18    | 7     | 14    | 34.3（10人）    | 02着 | 1:58.5（33.4）    | -0.1  | 戸崎圭太       | 58kg | ラブリーデイ           |
| 0000.12.13 | 沙田   | 香港C                  | G1      | 芝2000m（良） | 13    |       | 07    | （8人）         | 10着 | 2:01.9（（0.00    |       | 戸崎圭太       | 57kg | A Shin Hikari          |
| 2016.06.04 | 阪神   | 鳴尾記念               | GIII    | 芝2000m（良） | 14    | 7     | 12    | 03.3（02人）    | 02着 | 1:57.6（34.6）    | -0.0  | 戸崎圭太       | 56kg | サトノノブレス         |
| 0000.06.26 | 阪神   | 宝塚記念               | GI      | 芝2200m（稍） | 17    | 4     | 08    | 18.3（07人）    | 05着 | 2:13.4（36.9）    | -0.6  | 戸崎圭太       | 58kg | マリアライト           |
| 0000.10.09 | 東京   | 毎日王冠               | GII     | 芝1800m（稍） | 12    | 2     | 02    | 04.2（02人）    | 05着 | 1:47.4（34.6）    | -0.8  | 川田将雅       | 56kg | ルージュバック         |
| 0000.10.30 | 東京   | 天皇賞(秋)             | GI      | 芝2000m（良） | 15    | 8     | 14    | 11.2（06人）    | 03着 | 1:59.7（33.5）    | -0.4  | 川田将雅       | 58kg | モーリス               |
| 0000.12.11 | 沙田   | 香港C                  | G1      | 芝2000m（良） | 12    |       | 05    | （7人）         | 03着 | 2:01.4（（0.00    |       | C.スミヨン     | 57kg | Maurice                |
| 2017.03.11 | 中京   | 金鯱賞                 | GII     | 芝2000m（良） | 16    | 5     | 09    | 04.7（03人）    | 06着 | 1:59.5（34.6）    | -0.3  | 川田将雅       | 56kg | ヤマカツエース         |
| 0000.04.02 | 阪神   | 大阪杯                 | GI      | 芝2000m（良） | 14    | 3     | 04    | 17.7（07人）    | 02着 | 1:59.0（34.2）    | -0.1  | 川田将雅       | 57kg | キタサンブラック       |
| 0000.06.04 | 東京   | 安田記念               | GI      | 芝1600m（良） | 18    | 8     | 18    | 08.1（04人）    | 07着 | 1:31.8（34.2）    | -0.3  | 戸崎圭太       | 58kg | サトノアラジン         |
| 0000.09.24 | 中山   | オールカマー           | GII     | 芝2200m（良） | 17    | 4     | 08    | 03.8（01人）    | 02着 | 2:13.9（33.9）    | -0.1  | 戸崎圭太       | 56kg | ルージュバック         |
| 0000.10.29 | 東京   | 天皇賞(秋)             | GI      | 芝2000m（不） | 18    | 6     | 12    | 24.0（10人）    | 10着 | 2:10.5（40.3）    | -2.2  | 戸崎圭太       | 58kg | キタサンブラック       |
| 0000.12.10 | 沙田   | 香港C                  | G1      | 芝2000m（良） | 12    |       | 05    | （6人）         | 04着 | 2.02.3（（0.00    |       | H.ボウマン     | 57kg | Time Warp              |
| 2018.05.06 | 新潟   | 新潟大賞典             | GIII    | 芝2000m（良） | 16    | 7     | 13    | 05.9（03人）    | 11着 | 2:00.6（33.1）    | -0.6  | 和田竜二       | 58kg | スズカデヴィアス       |
| 0000.06.24 | 阪神   | 宝塚記念               | GI      | 芝2200m（稍） | 16    | 1     | 01    | 39.5（11人）    | 07着 | 2:12.4（36.2）    | -0.8  | 岩田康誠       | 58kg | ミッキーロケット       |
| 0000.10.07 | 東京   | 毎日王冠               | GII     | 芝1800m（良） | 13    | 3     | 03    | 38.4（08人）    | 04着 | 1:44.7（33.7）    | -0.2  | 福永祐一       | 56kg | アエロリット           |
| 0000.10.28 | 東京   | 天皇賞(秋)             | GI      | 芝2000m（良） | 12    | 1     | 01    | 71.0（09人）    | 09着 | 1:58.1（35.2）    | -1.3  | C.オドノヒュー | 58kg | レイデオロ             |
| 0000.12.09 | 沙田   | 香港C                  | G1      | 芝2000m（良） | 9     | 3     | 07    | 31.0（08人）    | 09着 | 2.02.46（（0.0    | -0.75 | W.ビュイック   | 57kg | Glorious Forever       |

## 種牡馬時代
2019年から、ニュージーランドワイカトゴートンロードのノヴァラパークスタッドで種牡馬として繋養生活を開始した。
2020年には初年度産駒が誕生した。
2023年には初年度産駒のPignanがマナワツサイヤーズプロデュースステークスを制し、G1初勝利を挙げた。

## 血統表
| ステファノスの血統（*印は海外産の日本輸入馬） | ステファノスの血統（*印は海外産の日本輸入馬）          | ステファノスの血統（*印は海外産の日本輸入馬） | （血統表の出典）     | （血統表の出典） |
| 父系                                          | サンデーサイレンス系                                   | サンデーサイレンス系                          | サンデーサイレンス系 |                  |
| 父 ディープインパクト 2002 鹿毛               | 父の父*サンデーサイレンス Sunday Silence 1986 青鹿毛   | Halo                                          | Hail to Reason       | Hail to Reason   |
| 父 ディープインパクト 2002 鹿毛               | 父の父*サンデーサイレンス Sunday Silence 1986 青鹿毛   | Halo                                          | Cosmah               |                  |
| 父 ディープインパクト 2002 鹿毛               | 父の父*サンデーサイレンス Sunday Silence 1986 青鹿毛   | Wishing Well                                  | Understanding        | Understanding    |
| 父 ディープインパクト 2002 鹿毛               | 父の父*サンデーサイレンス Sunday Silence 1986 青鹿毛   | Wishing Well                                  | Mountain Flower      |                  |
| 父 ディープインパクト 2002 鹿毛               | 父の母*ウインドインハーヘア Wind in Her Hair 1991 鹿毛 | Alzao                                         | Lyphard              | Lyphard          |
| 父 ディープインパクト 2002 鹿毛               | 父の母*ウインドインハーヘア Wind in Her Hair 1991 鹿毛 | Alzao                                         | Lady Rebecca         |                  |
| 父 ディープインパクト 2002 鹿毛               | 父の母*ウインドインハーヘア Wind in Her Hair 1991 鹿毛 | Burghclere                                    | Busted               | Busted           |
| 父 ディープインパクト 2002 鹿毛               | 父の母*ウインドインハーヘア Wind in Her Hair 1991 鹿毛 | Burghclere                                    | Highclere            |                  |
| 母 ココシュニック 2005 芦毛                   | 母の父*クロフネ 1998 芦毛                              | *フレンチデピュティ                           | Deputy Minister      | Deputy Minister  |
| 母 ココシュニック 2005 芦毛                   | 母の父*クロフネ 1998 芦毛                              | *フレンチデピュティ                           | Mitterand            |                  |
| 母 ココシュニック 2005 芦毛                   | 母の父*クロフネ 1998 芦毛                              | *ブルーアヴェニュー                           | Classic Go Go        | Classic Go Go    |
| 母 ココシュニック 2005 芦毛                   | 母の父*クロフネ 1998 芦毛                              | *ブルーアヴェニュー                           | Eliza Blue           |                  |
| 母 ココシュニック 2005 芦毛                   | 母の母*ゴールドティアラ 1996 栗毛                      | Seeking the Gold                              | Mr.Prospector        | Mr.Prospector    |
| 母 ココシュニック 2005 芦毛                   | 母の母*ゴールドティアラ 1996 栗毛                      | Seeking the Gold                              | Con Game             |                  |
| 母 ココシュニック 2005 芦毛                   | 母の母*ゴールドティアラ 1996 栗毛                      | Bright Tiara                                  | Chief's Crown        | Chief's Crown    |
| 母 ココシュニック 2005 芦毛                   | 母の母*ゴールドティアラ 1996 栗毛                      | Bright Tiara                                  | Expressive Dance     |                  |
| 母系(F-No.)                                   | 10号族(FN:10-a)                                        | 10号族(FN:10-a)                               | 10号族(FN:10-a)      | [ § 2 ]          |
| 5代内の近親交配                               | アウトクロス                                           | アウトクロス                                  | アウトクロス         | [ § 3 ]          |
| 出典                                          | 1. 2. 3.                                               | 1. 2. 3.                                      | 1. 2. 3.             | 1. 2. 3.         |

- 祖母ゴールドティアラは2000年マイルチャンピオンシップ南部杯などダート重賞5勝。その半弟にクイーンエリザベス2世ステークス優勝馬Poet's Voiceがいる。
- 従兄弟にジュンブロッサム（2024年富士ステークス）。